# Three Locks
Three Locks je studiové album české punkové kapely Visací zámek. Bylo vydáno v roce 1992. Zvuk na albu se od tradičního punku přesunul více k metalu (základní punkové elementy jsou ale ponechány) a skladby jsou hrány s větším rázem a jsou více nihilistické.[zdroj?]

## Seznam skladeb
| Pořadí | Název                                                    | Délka |
| ------ | -------------------------------------------------------- | ----- |
| 1.     | Čekání (Waiting)                                         |       |
| 2.     | Zázraky (Miracles)                                       |       |
| 3.     | Denní režim (Daily Regime)                               |       |
| 4.     | Píseň na Žofii (Song for Žofie)                          |       |
| 5.     | Zloděj (Thief)                                           |       |
| 6.     | Špatné náboženství (Bad Religion)                        |       |
| 7.     | Fotky a diáčky (Photos and Slides)                       |       |
| 8.     | Paříž (Paris)                                            |       |
| 9.     | Kde život můj (Where My Life Is)                         |       |
| 10.    | Jednou jsme to posrali (We Fucked It Once)               |       |
| 11.    | Elixír smrti (Elixir of Death)                           |       |
| 12.    | Výměna (Change)                                          |       |
| 13.    | Krkavec Rall (Raven Rall)                                |       |
| 14.    | Všichni mi lhali (Everybody Lied Me)                     |       |
| 15.    | Nenávist (Hatred)                                        |       |
| 16.    | Můj život jsou básně (My Life Are Poems)                 |       |
| 17.    | Nahá a bezbranná (Naked And Defenceless)                 |       |
| 18.    | Kde až jsou ty hranice za které můžu jít (Spermie/Sperm) |       |